# 大圆蜑螺
大圆蜑螺（学名：Nerita chamaeleon），是原始腹足目蜑螺科蜑螺属的一种。主要分布于新加坡、马来西亚、印度尼西亚、中国大陆、台湾，常栖息在潮间带及岩礁。